# Portugál labdarúgó-szuperkupa
A portugál labdarúgó-szuperkupa (Hivatalos nevén: Supertaça Cândido de Oliveira) egy 1979-ben alapított, az portugál labdarúgó-szövetség által kiírt kupa. Tradicionálisan az új idény első meccsét jelenti, s az előző év bajnoka játszik az előző év kupagyőztesével. 
A legsikeresebb csapat a Porto gárdája, huszonnégy győzelemmel.

## Kupadöntők
| Szezon                                       | Győztes                                      | Eredmény                                     | Döntős                                       |                                              |
| Taça Império - National Stadium Inauguration | Taça Império - National Stadium Inauguration | Taça Império - National Stadium Inauguration | Taça Império - National Stadium Inauguration | Taça Império - National Stadium Inauguration |
| -------------------------------------------- | -------------------------------------------- | -------------------------------------------- | -------------------------------------------- | -------------------------------------------- |
| 1944                                         | Sporting                                     | 3–2 (h.u.)                                   | Benfica                                      |                                              |
| Taça de Ouro da Imprensa                     |                                              |                                              |                                              |                                              |
| 1964                                         | Benfica                                      | 5–0                                          | Sporting                                     |                                              |
| Cândido de Oliveira                          |                                              |                                              |                                              |                                              |
| 1979                                         | Boavista                                     | 2–1                                          | Porto                                        |                                              |
| 1980                                         | Benfica                                      | 2–2, 2–1                                     | Sporting                                     |                                              |
| 1981                                         | Porto                                        | 0–2, 4–1                                     | Benfica                                      |                                              |
| 1982                                         | Sporting                                     | 1–2, 6–1                                     | Braga                                        |                                              |
| 1983                                         | Porto                                        | 0–0, 2–1                                     | Benfica                                      |                                              |
| 1984                                         | Porto                                        | 0–1, 1–0 hm. 3–0, 1–0                        | Benfica                                      |                                              |
| 1985                                         | Benfica                                      | 1–0, 0–0                                     | Porto                                        |                                              |
| 1986                                         | Porto                                        | 1–1, 4–2                                     | Benfica                                      |                                              |
| 1987                                         | Sporting                                     | 3–0, 1–0                                     | Benfica                                      |                                              |
| 1988                                         | Vitória Guimarães                            | 2–0, 0–0                                     | Porto                                        |                                              |
| 1989                                         | Benfica                                      | 2–0, 2–0                                     | Belenenses                                   |                                              |
| 1990                                         | Porto                                        | 1–2, 3–0                                     | Amadora                                      |                                              |
| 1991                                         | Porto                                        | 1–2, 1–0 hm. 1–1 h.u. (b.u., 4–3)            | Benfica                                      |                                              |
| 1992                                         | Boavista                                     | 2–1, 2–2                                     | Porto                                        |                                              |
| 1993                                         | Porto                                        | 0–1, 1–0 hm. 2–2 h.u. (b.u., 4–3)            | Benfica                                      |                                              |
| 1994                                         | Porto                                        | 1–1, 0–0 hm. 1–0                             | Benfica                                      |                                              |
| 1995                                         | Sporting                                     | 0–0, 2–2 hm. 3–0                             | Porto                                        |                                              |
| 1996                                         | Porto                                        | 1–0, 5–0                                     | Benfica                                      |                                              |
| 1997                                         | Boavista                                     | 2–0, 0–1                                     | Porto                                        |                                              |
| 1998                                         | Porto                                        | 1–0, 1–1                                     | Braga                                        |                                              |
| 1999                                         | Porto                                        | 2–1, 3–1                                     | Beira-Mar                                    |                                              |
| 2000                                         | Sporting                                     | 1–1, 0–0 hm. 1–0                             | Porto                                        |                                              |
| 2001                                         | Porto                                        | 1–0                                          | Boavista                                     |                                              |
| 2002                                         | Sporting                                     | 5–1                                          | Leixões                                      |                                              |
| 2003                                         | Porto                                        | 1–0                                          | Leiria                                       |                                              |
| 2004                                         | Porto                                        | 1–0                                          | Benfica                                      |                                              |
| 2005                                         | Benfica                                      | 1–0                                          | Vitória Setúbal                              |                                              |
| 2006                                         | Porto                                        | 3–0                                          | Vitória Setúbal                              |                                              |
| 2007                                         | Sporting                                     | 1–0                                          | Porto                                        |                                              |
| 2008                                         | Sporting                                     | 2–0                                          | Porto                                        |                                              |
| 2009                                         | Porto                                        | 2–0                                          | Paços Ferreira                               |                                              |
| 2010                                         | Porto                                        | 2–0                                          | Benfica                                      |                                              |
| 2011                                         | Porto                                        | 2–1                                          | Vitória Guimarães                            |                                              |
| 2012                                         | Porto                                        | 1–0                                          | Académica de Coimbra                         |                                              |
| 2013                                         | Porto                                        | 3–0                                          | Vitória Guimarães                            |                                              |
| 2014                                         | Benfica                                      | 0–0 h.u. (b.u., 3–2)                         | Rio Ave                                      |                                              |
| 2015                                         | Sporting                                     | 1–0                                          | Benfica                                      |                                              |
| 2016                                         | Benfica                                      | 3–0                                          | Braga                                        |                                              |
| 2017                                         | Benfica                                      | 3–1                                          | Vitória de Guimarães                         |                                              |
| 2018                                         | Porto                                        | 3–1                                          | Desportivo das Aves                          |                                              |
| 2019                                         | Benfica                                      | 5–0                                          | Sporting                                     |                                              |
| 2020                                         | Porto                                        | 2–0                                          | Benfica                                      |                                              |
| 2021                                         | Sporting                                     | 2–1                                          | Braga                                        |                                              |
| 2022                                         | Porto                                        | 3–0                                          | Tondela                                      |                                              |
| 2023                                         | Benfica                                      | 2–0                                          | Porto                                        |                                              |
| 2024                                         | Porto                                        | 4–3 h.u.                                     | Sporting                                     |                                              |
| 2025                                         | Benfica                                      | 1–0                                          | Sporting                                     |                                              |

- h.u. – hosszabbítás után
- b.u. – büntetők után
- hm. – harmadik mérkőzés

## Statisztika

### Győzelmek száma klubonként
| Csapat               | Győztes | Döntős                                                                            |
| -------------------- | --- | --------------------------------------------------------------------------------- |
| Porto                | 24 (1981, 1983, 1984, 1986, 1990, 1991, 1993, 1994, 1996, 1998, 1999, 2001, 2003, 2004, 2006, 2009, 2010, 2011, 2012, 2013, 2018, 2020, 2022, 2024) | 10 (1979, 1985, 1988, 1992, 1995, 1997, 2000, 2007, 2008, 2023)                   |
| Benfica              | 10 (1980, 1985, 1989, 2005, 2014, 2016, 2017, 2019, 2023, 2025)                                                                                     | 13 (1981, 1983, 1984, 1986, 1987, 1991, 1993, 1994, 1996, 2004, 2010, 2015, 2020) |
| Sporting             | 9 (1982, 1987, 1995, 2000, 2002, 2007, 2008, 2015, 2021)                                                                                            | 4 (1980, 2019, 2024, 2025)                                                        |
| Boavista             | 3 (1979, 1992, 1997) | 1 (2001)                                                                          |
| Vitória Guimarães    | 1 (1988) | 3 (2011, 2013, 2017)                                                              |
| Braga                | – | 4 (1982, 1998, 2016, 2021)                                                        |
| Vitória Setúbal      | – | 2 (2005, 2006)                                                                    |
| Belenenses           | – | 1 (1989)                                                                          |
| Amadora              | – | 1 (1990)                                                                          |
| Beira-Mar            | – | 1 (1999)                                                                          |
| Leixões              | – | 1 (2002)                                                                          |
| Leiria               | – | 1 (2003)                                                                          |
| Paços Ferreira       | – | 1 (2009)                                                                          |
| Académica de Coimbra | – | 1 (2012)                                                                          |
| Rio Ave              | – | 1 (2014)                                                                          |
| Desportivo das Aves  | – | 1 (2018)                                                                          |
| Tondela              | – | 1 (2022)                                                                          |